# Soneto 37
| «» Soneto 37 |
| --- |
| As a decrepit father takes delight To see his active child do deeds of youth, So I, made lame by Fortune's dearest spite, Take all my comfort of thy worth and truth; For whether beauty, birth, or wealth, or wit, Or any of these all, or all, or more, Entitled in thy parts, do crowned sit, I make my love engrafted to this store: So then I am not lame, poor, nor despis'd, Whilst that this shadow doth such substance give That I in thy abundance am suffic'd, And by a part of all thy glory live. Look what is best, that best I wish in thee: This wish I have; then ten times happy me! |
| –William Shakespeare |

Soneto 32 foi escrito por William Shakespeare e faz parte dos seus 154 sonetos. 

## Traduções
Na tradução de Thereza Christina Rocque da Motta,
Como um pai decrépito se regozija
De ver o filho fulgir na juventude,
Então, eu, aleijado por despeito da Fortuna,
Encontro meu consolo em tua honra e verdade.
Pois a beleza, o berço, a riqueza, a sagacidade,
Ou quaisquer dessas qualidades, ou todas, ou outras,
Permanecem assentadas em si mesmas,
Ofereço meu amor em seu nome.
Então, não sou aleijado, pobre, nem desprezado,
Enquanto esta sombra se lança sobre ele,
Que eu, em tua abundância, me satisfaço,
E em uma parte do todo vive a tua glória.
Vê o melhor, o melhor que desejo em ti;
Este é meu desejo; então sou dez vezes mais feliz.